# Sideritis hirsuta
Sideritis hirsuta  ist eine Pflanzenart aus der Gattung Gliedkräuter (Sideritis) in der Familie der Lippenblütler (Lamiaceae). 

## Beschreibung
Sideritis hirsuta ist eine bis zu 50 cm hoch werdende ausdauernde Pflanze, an deren Stängel zumindest einige lange, mehr oder weniger gerade, abstehende Trichome stehen. Die Laubblätter sind 10 bis 20 mm lang und 4 bis 10 mm breit. Sie sind meist umgekehrt-eiförmig langgestreckt, grün oder graugrün gefärbt und am Rand eingeschlitzt gezähnt oder eingeschlitzt-gekerbt.
Die Blütenstände sind Scheinquirle, die in Gruppen aus vier bis 15 meist am Ende der Zweige stehen und aus meist sechs Blüten bestehen. Die unteren Tragblätter sind 6 bis 15 mm lang und 8 bis 20 mm breit, eiförmig-herzförmig und eingeschlitzt gezähnt. Sie sind etwa genauso lang oder kürzer als der Kelch. Dieser ist 5 bis 8 (selten bis 9) mm lang, meist nicht drüsig und auf der Innenseite mit einem Ring aus Trichomen besetzt. Die Krone ist 8 bis 10 mm lang und besitzt eine weiße oder blass gelbe Oberlippe und eine blass oder leuchtend gelbe Unterlippe; nur selten sind die Blüten vollständig weiß.
Die Chromosomenzahl beträgt 2n = 28, 28–30 oder 34.

## Vorkommen und Standorte
Die Art kommt im Südwesten Europas vor und bevorzugt trockene, offene Standorte. Ihr Verbreitungsgebiet umfasst Portugal, Spanien, Frankreich, das nördliche Italien und das nördliche Marokko.